# Каменишки езера
Каменишките езера са група от пет езера в южния дял на Северен Пирин. Разположени са в продълговат циркус между върховете Джано (2668 m) на северозапад и Ченгелчал (2709 m) на югозапад и ридовете Кадиев на юг и Кременски на север.
Четири от езерата са сравнително малки по площ – от 1 до 3 дка, като най-голямо е петото, най-долното. Намират се на височина между 2330 и 2146 m, като първото, второто, третото и петото от тях са разположени стъпаловидно, а четвъртото е най-северното и малко встрани.
Горното Каменишко езеро (41°41′22″ с. ш. 23°31′32″ и. д. / 41.689444° с. ш. 23.525556° и. д.) се намира на 2330 m н.в., има удължена форма с дължина 110 m и ширина 40 m.
Само на 15 m източно от него, на 2317 m се намира второто езеро, което е с размери 60 на 20 m.
На 220 m северно от второто отстои третото по ред езеро, което по размери съответства на второто и се намира на 2270 m н.м. Това езеро е плитко и през лятото често пресъхва.
На 40 m северно от него се намира най-малкото от всичките езера в групата, по-малко от 1 дка, на 2274 m н.в. и не е част от каскадата, а стои малко странично.
Долното Каменишко езеро (41°41′28″ с. ш. 23°32′13″ и. д. / 41.691111° с. ш. 23.536944° и. д.) е най-голямото от всички с площ от 24 дка и размери 260 на 120 m. Отстои на 630 метра източно от третото и е на 2146 m н.в.
От Горното Каменишко езеро води началото си река Каменица (десен приток на Места), която последователно минава през второто, третото и петото езеро.